# Гандлангер
гандлангер
Гандлангер (нем. Handlanger) — рядовой артиллерист низшего разряда, подносчик снарядов в гарнизонной артиллерии.
Лицо этого чина в артиллерии подносило снаряды для одного орудия, подчинялось вице-фейерверкеру, наряду с бомбардирами и канонирами. В Российской императорской армии, в период с 1700 по 1834 у канонира было два помощника — гандлангера (канонирский (пушкарский) ученик, подканонир), которые в случае необходимости должны были заменять канониров и выполнять их обязанности. Чин гандлангер, приказом военного министра Российской империи, был переименован в младшие канониры, причем в гвардейской артиллерии иметь этого чина не полагалось.